# Sheffield Volleyball Club
Sheffield Volleyball Club – angielski klub siatkarski z Sheffield. Założony został w 1989 roku. Obecnie zespół występuje w najwyższej klasie rozgrywek klubowych w Anglii.

## Sukcesy
- Mistrzostwa Anglii
  -  1. miejsce (2x): 2009, 2014
  -  2. miejsce (3x): 2008, 2010, 2015
  -  3. miejsce (3x): 2005, 2011, 2018